# Future Force Warrior
Der Future Force Warrior (FFW), früher Objective Force Warrior genannt, war Teil des Projektes Future Combat Systems der United States Army. Es sollte den Infanteristen befähigen, als Teil des militärischen Global Information Grid zu agieren. Es war zum damaligen Zeitpunkt der amerikanische Teil des Soldier Modernization Programms der NATO.
Das Future-Force-Warrior-System sollte im Jahr 2010 in der US-Armee eingeführt werden und bis dahin 3 Milliarden US-Dollar kosten. Es sollte die Überlebensfähigkeit, Durchsetzungsfähigkeit und Netzwerkfähigkeit des Soldaten auf dem Schlachtfeld der Zukunft steigern. Dies sollte unter anderem durch eine modernere und leichtere Ausrüstung realisiert werden.
Das Programm Future Combat Systems wurde am 23. Juni 2009 von Robert Gates gestrichen, was auch das Ende des Future Force Warriors markierte. Teile des Projektes wurden für das Nachfolgeprogramm Brigade Combat Team Modernization verwendet.

## Ausrüstung

### Headgear-Subsystem
Das Headgear-Subsystem war das elektronische 'Gehirn' des Future Force Warrior. Es sollte taktische Karten und Wege beinhalten und der drahtlosen Kommunikation mit den anderen Einheiten des Future Combat Systems dienen. Dadurch sollte es dem einzelnen Soldaten einen 360°-Überblick über das Schlachtfeld geben, der in einem kleinen herunter klappbaren Display angezeigt werden sollte. Das Headgear-Subsystem sollte vor der Wirkung leichter Waffen geschützt sein.

### Combat-Uniform-Subsystem
Das FFW-Projekt zielte zudem darauf ab, den Ganzkörperschutz vor Projektilen und Splittern zu verbessern. Durch die neue Ausrüstung sollten die oberen Arme, die oberen Beine und der Torso geschützt werden. Die Körperpanzerung bestand aus modernen Fasern wie Kevlar, beinhaltete aber auch Keramik. Zudem gibt es in der Armeeführung Überlegungen, die erst seit kurzem eingeführte Army Combat Uniform durch Multicam zu ersetzen, da jene zum Teil qualitative Mängel aufweist und geographisch nur sehr eingeschränkte Tarneigenschaften besitzt.

### Weapons-Subsystem
Eine neue Standardwaffe der US-Armee ist in absehbarer Zeit nicht in Sicht. Ursprünglich war für das Future-Force-Warrior-Programm eine pistolenähnliche Waffe geplant, die gelenkte 15-mm-Geschosse verschießen sollte. Im Nahbereich sollten 4,6-mm-Hochgeschwindigkeitsgeschosse eingesetzt werden bei nur 2,5 kg Gesamtmasse. Auch von der danach vorgestellten Crye Associates Modular Rifle (MR-C) existierten nur Mock-ups. Diese Waffe sollte, bei einer Feuerrate von 900 Schuss/min, hülsenlose 6,8-mm-Munition aus einem 45-Schuss-Magazin verschießen.

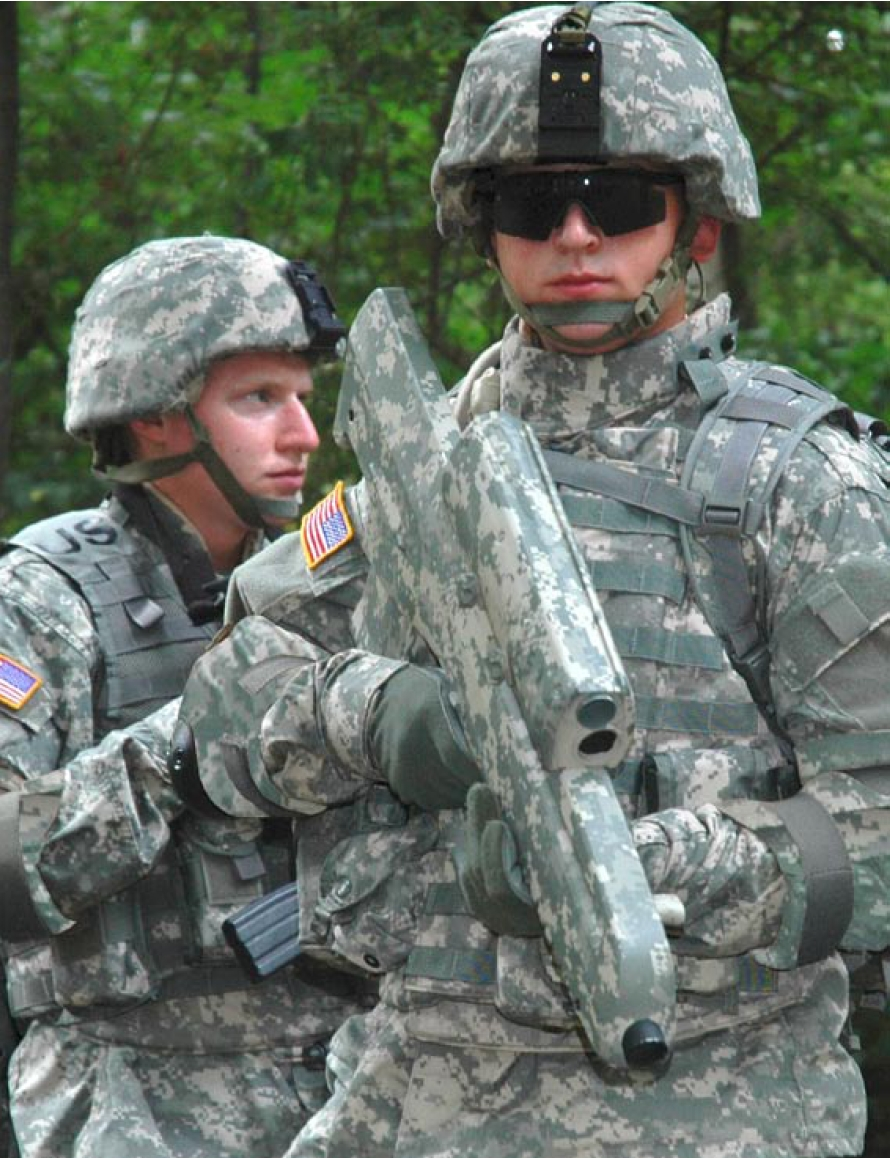
XM25

Ein völlig neuer Weg wurde mit dem XM25 beschritten, das programmierbare Munition wie das gestrichene OICW-Gewehr feuert, aber keine kinetische Komponente mehr zur Selbstverteidigung enthält.
Zudem läuft seit 2004 das Lightweight-Small-Arms-Technologies-Programm, dessen Ziel es ist eine neue Infanteriewaffenfamilie zu entwickeln.
Durch die Vernetzung im Future Combat System sollte es prinzipiell jedem Soldaten möglich sein, Mörser-, Artillerie-, Luftunterstützung oder Raketen des NLOS-LS anzufordern und gegebenenfalls ins Ziel zu lenken. Ebenso sollte auf andere Einheiten des Systems zurückgegriffen werden können, wie zum Beispiel das Roboterfahrzeug MULE. Zur Aufklärung sollte ein Trupp von Future Force Warriors noch ein Class I UAV und ein SUGV mit sich führen.

### Warfighter-Physiological-Status-Monitor-Subsystem
Das WPSM sollte in den Anzug integrierte Sensoren beinhalten, um den physiologischen und medizinischen Zustand jedes einzelnen Soldaten zu überwachen. Die Sensoren sollten Puls, Körpertemperatur, Blutdruck, Atmung, Stress und Körperhaltung messen. Wenn notwendig, sollte das WPSM die Daten an die Kommandanten oder Sanitäter weiterleiten, wenn der Soldat verwundet wurde oder ermüdet ist.

### Micro-climate Conditioning Subsystem
Diese Mini-Klimaanlage sollte in die lebensrettende Schicht des Kampfanzuges eingearbeitet werden. Die Flüssigkeit, die dort durch kleine Röhrchen fließt, könnte mit einer Leistung von 100 Watt heizen oder kühlen. Das System hatte ein Gesamtgewicht von 1,75 kg.

### Power-Subsystem
Das Power-Subsystem sollte 24-stündige autonome Einsätze ermöglichen, darüber hinaus 72-stündige Einsätze im Team. Die Energieerzeugung sollte über eine Mikrogasturbine mit 2 bis 20 Watt realisiert werden, als Treibstoff dienten Kohlenwasserstoffe. Zusätzlich sollten Akkumulatoren für drei Stunden Betriebszeit als Reserve zur Verfügung stehen.

### Zukunft

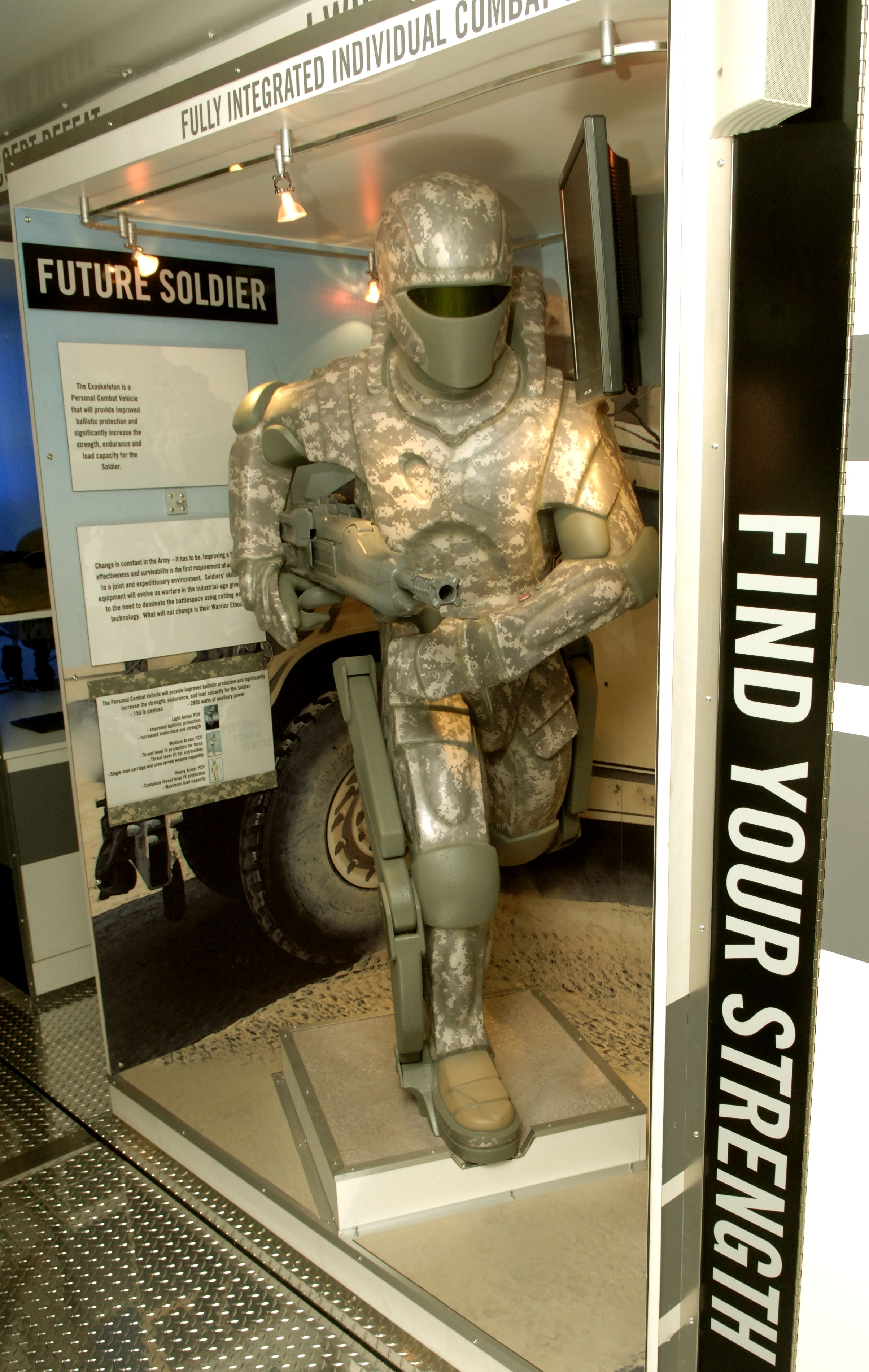
Unbewegliche Nachbildung eines Exoskelettsoldaten, deren Entwicklung inzwischen eingestellt wurde

Für die Zukunft waren weitere, noch revolutionärere Technologien geplant, wie zum Beispiel ein Exoskelettanzug oder intelligente Körperpanzerung.